# Asociación Atlética Argentinos Juniors
L'Argentinos Juniors és un club de futbol argentí de la ciutat de Buenos Aires.

## Història
El club va ser fundat a La Paternal, (Buenos Aires), el 15 d'agost de 1904 amb el nom de Asociación Atlética y Futbolística Argentinos Unidos de Villa Crespo, essent el seu primer president Leandro Ravera Bianchi. El club fou resultat de la fusió de dos equips del barri anomenats Mártires de Chicago i Sol de la Victoria. Pocs dies després de la seva fundació es decidí retallar el nom adoptant el d'Asociación Atlética Argentinos Juniors. És un gran proveïdor de grans jugadors argentins com ara Diego Maradona, Fernando Redondo i Juan Román Riquelme, d'aquí el seu sobrenom del semillero. Bichos colorados ve de les seves samarretes vermelles.

## Palmarès
- 1 Copa Libertadores: 1985
- 1 Copa Interamericana: 1986
- 3 Lliga argentina de futbol: Metropolitano 1984, Nacional 1985, Clausura 2010
- 3 Lliga argentina de segona divisió: 1940, 1955, 1996/97

## Jugadors destacats
- Roberto Miguel Acuña (1993~1994)
- Sergio Batista (1981~988)
- Claudio Borghi (1985~1987)
- Fernando Gabriel Cáceres (1988~1992, 2006)
- Diego Cagna (1988~1992)
- Esteban Cambiasso (1995~1996)
- Silvio Carrario (2005)
- Fabricio Coloccini (categories inferiors)
- Oscar Dertycia (1989~1990)
- Adrián Domenech (1980s)
- Carlos Ereros (1980s)
- Julio Arca (1999~2000)
- Ubaldo Fillol (1983)
- Leonel Gancedo (1990~1996)
- Iván Kaviedes (2006)
- Juan José López (1984~1986)
- Néstor Lorenzo (?)
- Diego Maradona (1976~1980)
- Julio Olarticoechea (1987~1988)
- Jorge Olguín (1984~1988)
- Pedro Pasculli (1980~1985)
- José Pekerman (1970~1974)
- Leonardo Pisculichi (2002~2005)
- Diego Placente (1995~1997)
- Jorge Quinteros (1993~2006)
- Fernando Redondo (1988~1990)
- Juan Román Riquelme (categories inferiors)
- Juan Pablo Sorín (1994~1995)
- Enrique Vidallé (1984~1987)